# Чичестер
Чичестер (енгл. Chichester) је град на југу Енглеске (Уједињено Краљевство) у близини канала Ламанш. Припада грофовији Западни Сасекс. Кроз њега протиче река Лавант која долази са брда Саут даунс. Према попису из 2001. у граду је живело 23.731 становника.
Град је седиште бискупије са катедралом из 12. века. У њему се налазе неке од најстаријих цркава и грађевина у Великој Британији.
У Чичестеру постоји позориште, две уметничке галерије, симфонијски оркестар, универзитет, лука и средњовековне градске зидине изграђене на римским темељима.

## Историја
Чичестер је древни град који је настао још у време Римљана. Верује се да је област око града била значајна за римску инвазију Британије 43. године нове ере судећи по остацима војних складишта пронађеним у близини. Центар града се налази на темељима римско-британског града Noviomagus Reginorum. Данашњи план града наслеђен је од Римљана. Римски градски зид је био дебео више од 2 метра и окружен јарком, да би у 18. веку био замењен тањим зидом. Амфитеатар је изграђен око године 80, али је од њега до данас остао само овалан профил у парку.
Англосаксонске хронике кажу да је краљ Ела од Сасекса (Ælle) освојио овај град крајем 5. века. Назвао га је Циса (Cissa), по имену свог сина. То је био главни град краљевине Сасекс. Бискупија је премештена из Сеслија у Чичестер 1075. Чичестер је био један од утврђених градова Алфреда Великог. То се вероватно догодило 878-9, уз коришћење преосталих римских зидина.
У време норманске инвазије у 11. веку Чичестер је имао око 300 кућа и око 1500 становника. После Битке код Хејстингса град је додељен Рожеру де Монгомерију, грофу од Шрузберија, за исказану храброст у бици. Он је изградио замак да би консолидовао норманску власт. Око 1143. настала је титула грофа од Арундела која је припала локалном властелину.

## Економија
Град је искористио своје историјско наслеђе за развој туризма. У близини Чичестера се налази неколико марина. Од осталих грана привреде значајна је бродоградња моторних јахти и прехрамбена индустрија са преко 400 запослених.

## Партнерски градови
- Равена
- Форли
- Шартр